# Winterton-on-Sea
Winterton-on-Sea es un pueblo y una parroquia civil del distrito de Great Yarmouth, en el condado de Norfolk (Inglaterra).

## Demografía
Según el censo de 2001, Winterton-on-Sea tenía 1359 habitantes (641 varones y 718 mujeres). 221 de ellos (16,26%) eran menores de 16 años, 1004 (73,88%) tenían entre 16 y 74, y 134 (9,86%) eran mayores de 74. La media de edad era de 44,62 años. De los 2467 habitantes de 16 o más años, 232 (20,39%) estaban solteros, 685 (60,19%) casados, y 221 (19,42%) divorciados o viudos. 557 habitantes eran económicamente activos, 524 de ellos (94,08%) empleados y 33 (5,92%) desempleados. Había 5 hogares sin ocupar, 589 con residentes y 69 eran alojamientos vacacionales o segundas residencias.